# Keith-Lee Castle
Keith-Lee Castle (Inglaterra, Reino Unido, 14 de septiembre de 1968) es un actor británico, conocido por sus apariciones en numerosos programas de televisión y por interpretar al Conde Drácula en la serie El joven Drácula.

## Biografía
Ha aparecido en varias películas, incluyendo juego The psychotic Psychs, Seed of Chucky (2004), y como Clarence Weasel en The Wind in the Willows (1996), basada en el popular libro del mismo nombre. También tuvo un pequeño papel en la exitosa película Velvet Goldmine (1998).
En 2006 fue elegido para el papel coprotagonista del Conde Drácula en la serie británica, El joven Drácula. La serie gira en torno al joven Vladimir Drácula y a su familia de vampiros tratando de vivir en un pequeño pueblo rural de Gales, después de mudarse desde Transilvania.
Más recientemente, actuó como Patrick en la película Doghouse, actuando como un empresario más interesado en jugar al golf y meditar.

## Filmografía
- The Hooligan Factory (2014).... The Baron
- Doghouse (2009).... Patrick
- Vampire Diary (2007).... Eddlie Strode
- Young Dracula....Conde Drácula... (2006 - presente)
- Doctors.... Marcus Strang/Wayne Thomas... (2 episodios, 2005 - 2006)
- The Bill.... Chris Hammond (2 episodios, 2006)
- Holby City.... Phil (1 episodio, 2004)
- Casualty.... Leaky (2 episodios, 2004)
- Seed of Chucky (2004).... Psychs
- Lexx.... Renfield (1 episode, 2001)
- In Deep.... Andy Lester (1 episodio, 2001)
- Beech is Back (2001) (miniserie)
- Urban Gothic.... Rex (1 episodio, 2000)
- EastEnders.... Dean Collins (4 episodios, 1999)
- Dangerfield.... Andy Lane (1 episodio, 1998)
- Velvet Goldmine (1998).... Harley
- The Wind in the Willows (1996).... Clarence Weasel
- Jack and Jeremy's Real Lives (1 episodios, 1996)
- This Life.... Truelove (4 episodios, 1996)